# Berlin-Marathon 2020
| 47. Berlin-Marathon    | 47. Berlin-Marathon    |
| ---------------------- | ---------------------- |
| Stadt                  | Berlin, Deutschland    |
| Datum                  | 27. September 2020     |
| Distanz                | 42,195 Kilometer       |
| Sieger                 |                        |
| ← Berlin-Marathon 2019 | Berlin-Marathon 2021 → |
| Website                | Offizielle Website     |

Der Berlin-Marathon 2020 (offiziell: BMW Berlin-Marathon 2020) wäre die 47. Ausgabe der jährlich ausgetragenen Laufveranstaltung in Berlin, Deutschland, gewesen. Der Marathon sollte am 26. und 27. September stattfinden.
Wegen der COVID-19-Pandemie wurde er erstmals seit 1974 nicht durchgeführt. Der veranstaltende SCC Berlin hatte nach reichlicher Prüfung und diversen Gesprächen, auch mit Behörden, den Marathon zu einem späteren Zeitpunkt im Jahr durchzuführen, sich auf Grund der Berliner Corona-Verordnung und der Unsicherheit, welche Auflagen zu einem späteren Zeitpunkt noch gelten würden und ob Teilnehmer dann auch international reisen können, zu diesem Schritt entschlossen.
Die gemeldeten Teilnehmer konnten ihr personalisiertes Startrecht auf das kommende Jahr (25. und 26. September 2021) übertragen oder sich die Teilnehmergebühr erstatten lassen.